# ビューティフルレイン
『ビューティフルレイン』は、2012年7月1日から同年9月16日までフジテレビ系列のドラマチック・サンデー（日曜21:00 - 21:54〈JST〉）枠で放送された日本のテレビドラマである。若年性アルツハイマー病の診断を受けた父親とその娘の親子愛を描く。
豊川悦司は1999年の『危険な関係』以来13年ぶりにフジテレビのドラマで主演を務め、一方の芦田愛菜は『マルモのおきて』以来同枠での主演となった。
キャッチコピーは「すべてを忘れてしまう、その前に。」
なお、裏番組TBS日曜劇場に平均視聴率で初めて勝利した。

## あらすじ
木下圭介は妻の病死で、娘と2人で暮らしている。最近は軽度の記憶障害に悩まされていたが、「若年性アルツハイマー病」だと医師から診断が下される。娘・美雨（みう）は母親・妙子がいなくても父が一緒なら大丈夫だと信じて生きてきた。しかし、圭介が突然難病におかされることで親子の生活は一変する。

## 登場人物

### 木下家
木下 圭介 (45) - 豊川悦司
本作の主人公。腕利きの金属加工職人。通称は「圭さん」。8年前、大手建設会社を辞め、幼い娘を連れて町工場・中村産業に住み込みで働き始める。
小太郎が所属する少年野球のコーチを務めている。最近、軽度の記憶障害に悩まされていたが、病名が若年性アルツハイマー病だと判明する。
木下 美雨 (7 → 8) - 芦田愛菜
本作のもう１人の主人公。北区立堀船南小学校2年2組。圭介の一人娘。朝、起きるのが少し苦手。名前の由来は生まれた時に天気雨が降っており、その雨が綺麗な光景だったことから「美しい雨」を縮めて美雨と名づけられた。
親子の間で隠し事を絶対にしないと父親・圭介と約束し、健気にその決まりごとを守ろうとする父親想いの女の子である。
木下 妙子 (故人) - 石橋けい
圭介の妻、美雨の母親。8年前、美雨を出産したときに他界する。

### 中村産業
西脇 アカネ (35) - 中谷美紀
「中村産業」社長夫妻の娘。エリートの男性に嫁ぎ家を出ていたが、両親へ事前に連絡もせず、突然実家に戻って来る。
後に、帰省の理由が夫の母親がアルツハイマーになり介護したことがきっかけで夫婦間の考え方にずれが生じ、修復出来ないところまで発展したことが原因で別居することになったことが明らかとなる。
中村 富美夫 (65) - 蟹江敬三
「中村産業」社長。零細企業の工場を守るため、社員の給与と機械のローンに頭を抱えている。
中村 千恵子 (61) - 丘みつ子
富美夫の妻。工場の社員に手作りの食事を用意するなど内助の功で夫を支える。美雨の習い事の送り迎えなど、圭介が動けないときは率先して手助けをしている。
勝田 秋生 (22)  - 三浦翔平
工場の中では一番若手の職人。物覚えが悪く、いつも先輩の清に叱咤されながら働いている。不用意に置いた機材が崩れ、職場の先輩・圭介に怪我を負わせてしまう。尚、この怪我の診察の際に圭介の若年性アルツハイマー病が発覚する。
宗田 清 (56)  - でんでん
圭介の先輩職人。

### 小料理屋「はるこ」
新井 春子 (40) - 国生さゆり
「はるこ」の女将。小料理屋を経営しながら、女手一つで一人息子・小太郎を育てている。
新井 小太郎 (7) - 高木星来
いたずら好きで無邪気な男の子。美雨が小学校で一番仲良くしている。

### その他
古賀 豊 (37) - 安田顕
圭介の主治医。既婚者で、息子がいる。城都大学医学部付属病院脳神経内科に勤務する。
ジミー・エヴァンズ - ランディ・ゴインズ
スタンベール大学アルツハイマー病研究チーム代表。
立花 健太 (26) - 君嶋麻耶
圭介が住んでいる地区を担当している地域警察官。
小柴 佳子 - 畑野ひろ子
美雨、小太郎たちを教える北区立堀船南小学校2年2組のクラス担任。
西脇 拓哉 - 山中聡
大阪府吹田市上山手町に住むアカネの夫。
上原 一夫 - 浜田晃 / 上原 愛子 - 岩本多代
静岡県沼津市に暮らしている美雨の母方の祖父母。
一夫たちは圭介の病気のことを聞き、最初は見守るつもりでいたが孫の将来が急に心配になり、引き取りたいと申し出る。
松山 昇 - 金時むすこ
菜子の父親。商店街で松山青果物店を営んでいる。
松山 菜子 (13) - 吉田里琴
青果店の看板娘。名前の由来は野菜の「菜っ葉」から名づけられた。美雨が習い事をしているアリスバレエ教室の先輩。

## 主題歌
- 芦田愛菜「雨に願いを」(ユニバーサルミュージック)

## スタッフ
- 脚本 - 羽原大介
- 音楽 - 平沢敦士
- 技術プロデューサー - 菅原光宏
- TD - 白田龍夫
- 撮影 - 白井哲夫、川村有紀子
- 映像 - 桜庭武志
- 照明 - 磯部大和
- 音声 - 堀和也
- 選曲 - 近藤隆史
- 音響効果 - 朝倉三紀子
- 編集 - 朝原正志
- ライン編集 - 伊藤裕之
- MA - 上杉春奈
- 美術プロデューサー - 吉良久仁子
- デザイン - 荒川淳彦
- 美術進行 - 竹田政弘
- 大道具制作 - 大地研之
- 大道具操作 - 小野将志
- 装飾 - 坂東一城、渡邊康典、大瀧綾
- 持道具 - 出嶋佐知子
- スタイリスト - 菊池志真
- アクリル装飾 - 鈴木竜、中村哲治
- 小道具印刷 - 佐藤好冶
- 建具 - 岸久雄
- 電飾 - 中園誠四郎
- 視覚効果 - 田村憲行

- 植木装飾 - 後藤健
- フードコーディネーター - 住川啓子
- 美術車輌 - コマツサポートサービス
- 音楽協力 - フジパシフィック音楽出版
- 協力 - フジアール、バスク、ベイシス
- 医療監修 - 吉田勝明（横浜相原病院）
- 広報 - 渡辺朱織
- 広告宣伝 - 鈴木文太郎
- ホームページ - 須之内達也、伏見香織
- スチール - 藤村陽子
- タイトルロゴ - 金田有記、田崎幸恵
- タイトルバック - 鈴木鉄平
- CG制作 - デジタル・メディア・ラボ
- 車輌 - ファン
- スケジュール - 佐々木詳太
- 演出補 - 八十島美也子、府川亮介、木村真人、西野成亮、大﨑翔
- 制作担当 - 岩崎敬道、横澤淳、三上慎一
- 制作主任 - 中川和則、小田切悠
- 記録 - 西澤香陽子、巻口恵美
- プロデューサー補 - 上久保友貴、川口舞
- 企画統括 - 成河広明
- 編成企画 - 鹿内植、佐藤未郷
- プロデューサー - 貸川聡子、山崎淳子
- 演出 - 水田成英、小林義則、八十島美也子
- 制作 - フジテレビ
- 制作著作 - 共同テレビ

## サブタイトル
| 各話                                                       | 放送日        | サブタイトル                         | 演出         | 視聴率 |
| ---------------------------------------------------------- | ------------- | ------------------------------------ | ------------ | ------ |
| 第1話                                                      | 2012年7月1日  | 最近、父ちゃんは忘れものが多い…      | 水田成英     | 12.9%  |
| 第2話                                                      | 2012年7月8日  | 記憶を失うとき一番大切な人を傷つける | 水田成英     | 09.5%  |
| 第3話                                                      | 2012年7月15日 | …父ちゃん、アルツハイマーってなに?   | 小林義則     | 08.6%  |
| 第4話                                                      | 2012年7月22日 | 母が遺した贈り物…父娘の切ない約束    | 小林義則     | 13.0%  |
| 第5話                                                      | 2012年7月29日 | 忘れたくない…父と娘の夏の想い出      | 水田成英     | 09.5%  |
| 第6話                                                      | 2012年8月5日  | 親子だからこそ…、言えない秘密        | 小林義則     | 10.9%  |
| 第7話                                                      | 2012年8月12日 | 二人で暮らせない！？辛い父の決断…    | 八十島美也子 | 08.0%  |
| 第8話                                                      | 2012年8月19日 | 親なのに、離れる。親だから、離れる   | 水田成英     | 08.7%  |
| 第9話                                                      | 2012年8月26日 | 娘の未来のために…今、伝えるべき真実  | 小林義則     | 09.3%  |
| 第10話                                                     | 2012年9月2日  | 父ちゃん、美雨の事忘れちゃうの?      | 水田成英     | 10.5%  |
| 第11話                                                     | 2012年9月9日  | 残された時間、娘のために今できること | 小林義則     | 09.6%  |
| 最終話                                                     | 2012年9月16日 | 私が全部おぼえているよ               | 水田成英     | 09.6%  |
| 平均視聴率 10.1%（視聴率は関東地区・ビデオリサーチ社調べ） |               |                                      |              |        |

- 初回は30分拡大（21:00 - 22:24）。
- 第6話は「ロンドンオリンピック陸上女子マラソン」中継のため21：55 - 22：49の放送。
- 第8話は「FIFA U-20女子ワールドカップJAPAN2012 日本×メキシコ」中継のため21：30 - 22：24の放送。
- 第9話は「FIFA U-20女子ワールドカップJAPAN2012 日本×スイス」中継のため21：30 - 22：24の放送。

## 関連商品

### サウンドトラック
「ビューティフルレイン」オリジナル・サウンドトラック（ポニーキャニオン、2012年8月29日発売）
| 収録曲（タイトル）／作曲など | 収録曲（タイトル）／作曲など            | 収録曲（タイトル）／作曲など |
| ---------------------------- | --------------------------------------- | ---------------------------- |
| M-01                         | Introduction                            | 平沢敦士                     |
| M-02                         | Main theme                              | 平沢敦士                     |
| M-03                         | Pleasant days                           | 平沢敦士                     |
| M-04                         | A beautiful downtown                    | 平沢敦士                     |
| M-05                         | Beautiful rain                          | 平沢敦士                     |
| M-06                         | Lifetime                                | 平沢敦士                     |
| M-07                         | The little witch                        | 平沢敦士                     |
| M-08                         | Hope                                    | 平沢敦士                     |
| M-09                         | Peacefulness                            | 平沢敦士                     |
| M-10                         | Incident                                | 平沢敦士                     |
| M-11                         | Mischievous                             | 平沢敦士                     |
| M-12                         | Main theme（Accordion version）         | 平沢敦士                     |
| M-13                         | Pleasant days（lounge version）         | 平沢敦士                     |
| M-14                         | A beautiful downtown（lounge version）  | 平沢敦士                     |
| M-15                         | Beautiful rain（orchestra version）     | 平沢敦士                     |
| M-16                         | The little witch（Accordion version）   | 平沢敦士                     |
| M-17                         | Hope（Piano version）                   | 平沢敦士                     |
| M-18                         | Peacefulness（Piano version）           | 平沢敦士                     |
| M-19                         | Main theme（Piano version）             | 平沢敦士                     |
| M-20                         | Pleasant days（light version）          | 平沢敦士                     |
| M-21                         | A beautiful downtown（Scamper version） | 平沢敦士                     |
| M-22                         | Pleasant days（Jazz version）           | 平沢敦士                     |
| M-23                         | Main theme（Another version）           | 平沢敦士                     |
| M-24                         | Pleasant days（Piano version）          | 平沢敦士                     |
| M-25                         | Main theme（musical box version）       | 平沢敦士                     |
| M-26                         | outroduction                            | 平沢敦士                     |